# Coenotephria calcearia
Coenotephria calcearia là một loài bướm đêm trong họ Geometridae.